# Les Grouëts
Les Grouëts (/le ɡʁwɛ/) sont le nom d'un quartier de Blois (Loir-et-Cher), situé à l'extrême ouest de la ville, sur la rive droite de la Loire.

## Toponymie
Les historiens blésois Louis-Catherine Bergevin et Alexandre Dupré détaillent que « Grouëts » est une déformation populaire du XIXe siècle de « groix », mais doutent quant à son étymologie. En effet, les deux historiens locaux estiment qu'il pourrait s'agir :
- d'une part de terrains clos, en référence aux vignobles autrefois séparés par des fossés ou parfois des haies[Note 2] ;
- ou de l'autre, d'un territoire caillouteux, en référence à l'état des bords de Loire à cet endroit[A 1] (cette forme serait proche du mot « grès »)[Note 3].

Ce toponyme n'est en tout cas pas unique au quartier : on retrouve notamment une rue du Grouët à Saint-Gervais-la-Forêt et une rue des Grouëts à Saint-Léonard-en-Beauce, par exemple.

## Géographie

### Généralités
Les Grouëts s'étendent sur le coteau de la rive droite de la Loire, entre le quartier blésois du Foix à l'est et la commune déléguée de Chouzy-sur-Cisse à l'ouest. Le hameau se retrouve ainsi naturellement sur une très large pente cernée entre le fleuve et la forêt domaniale de Blois.
| forêt de Blois   | Saint-Georges | La Saulas    |
| forêt de Blois   | Grouëts       | Blois-Vienne |
| Chouzy-sur-Cisse |               | Chailles     |

### Lieux-dits
- Bellevue,
- Le Cimetière,
- Les Aventures,
- Le Haut Môrier,
- Le Môrier,
- La Saulas,
- Le Vaujagot,
- La Vicomté.

### Voies de communication et transports

#### Infrastructures ferroviaires
Bien que traversé par la ligne de Paris-Austerlitz à Bordeaux, la gare de référence du quartier est la gare de Blois–Chambord.

#### Transports en commun
Le quartier est desservi par Azalys, le nom commercial du réseau de transports de Blois et d'Agglopolys, exploité par la société Keolis Blois.
Les quais de Loire sont desservis depuis la gare de Blois jusqu'à l'église Notre-Dame des Grouëts par la ligne S13. Le haut du quartier est desservi depuis le centre de Blois par la ligne S12.
Ces deux lignes sont scolaires et, en tant qu'offre destinée en priorité aux étudiants, ne sont donc assurées que le matin et le soir en semaine et en période scolaire.

#### Circulations douces

Le panneau M9 « sauf cycles ».

L'ensemble des rues à sens unique pour les automobilistes sont à double sens cyclable.

## Histoire

### Antiquité et Moyen Âge
Les coteaux des Grouëts auraient été couverts de vignes dès la Haute Antiquité.
Au Moyen Âge, les Grouëts sont principalement la propriété des comtes de Blois. Vers l'an 1000, le comte Eudes Ier concéda cette partie de la ville à son fils Robert et le nomma vicomte afin de le seconder localement. Ce dernier[réf. souhaitée] y fit ériger la première grande demeure des Grouëts, le château de la Vicomté, mais l'édifice originel fut démantelé sur ordre de Louis XI au XVe siècle.

### Renaissance et Ancien Régime
Reconstruit au début du siècle suivant, le château devient propriété de Jean Cottereau, alors premier secrétaire et trésorier de Louis XII puis de François Ier, dont les cours siègent à Blois.

### Après la Révolution
La ligne ferroviaire de Paris à Bordeaux longeant la Loire, sa construction en 1842 a nécessité l'expropriation d'une partie des vignobles des Grouëts, en contrepartie d'indemnités en faveur des viticulteurs. En tout, six ponts, dix aqueducs et quatorze buses y ont été construits, mais aucune gare ni halte.
Entre 1910 et 1933, les Grouëts sont reliés au centre-ville par la ligne ② du tramway électrique de Blois (TEB), au départ de l'abattoir de la rue Basse des Grouëts pour longer la Loire jusqu'au quartier Saint-Jean.
En 1931, la ville de Blois fait l'acquisition du manoir de la bourgeoise Gonod d'Artemarre (lui-même construit sur les bases de la demeure du protestant Martin Delaunay à la fin du XVIe siècle), et transforme l'édifice en école élémentaire.

### Époque contemporaine
Faute d'effectifs suffisants, l'école des Grouëts a définitivement fermé en 2013. L'édifice a été reconverti en appartements.
Fin 2019, l'ancien château de Bellevue, construit dans la rue de l'Hôtel Pasquier en 1910 par Albert Poulain pour être sa résidence secondaire mais abandonné depuis sa mort en 1937, a finalement été détruit.

## Culture et patrimoine

### L'activité viticole et la culture du lignage
Dans le Blésois, le cépage des Grouëts, appelé lignage, a longtemps figuré parmi les vins les plus appréciés et exportés, aux côtés des vins de Sologne et du Cher. En effet, la pente que procure le coteau de la rive droite de la Loire est arable et, au niveau des Grouëts, orientée plein sud, offrant ainsi des conditions naturelles optimales pour la viticulture. Ainsi, au début du XVIe siècle par exemple, le roi Louis XII recommandait régulièrement à ses convives le crû de Galipeau, produit sur ses terres comtales des Grouëts. Apparu au XVe siècle, le lignage a failli disparaître dans les années 1890 à cause de la crise du phylloxéra et en même temps que les derniers vignobles. Cependant, la ville de Blois et le viticulteur William Théry collaborent depuis 2020 pour relancer une parcelle de vignes de 6 000 m2 (0,6 ha) avec deux cépages : du pineau d'Aunis et du lignage des Grouëts, dont une souche avait été préservée à l'INRAE de Montpellier,. La première cuvée est attendue pour 2026 et sera d'ores et déjà biologique.

### Patrimoine naturel
L'île fluviale de la Saulas, sur la Loire, est un espace interdit d'accès afin de protéger des espèces d'oiseaux migrateurs.

### Culte
Les Grouëts ont compté trois édifices religieux :
- l'église Notre-Dame-des-Grouëts (XIXe siècle),
- la chapelle Notre-Dame-de-Villeneuve (XIIIe siècle),
- la chapelle Saint-Georges-de-la-Forêt (disparue à la Révolution).

### Relations avec Blois
D'après les sources les plus anciennes, les Grouëts ont toujours fait partie de Blois (en tant que vicomté au Moyen Âge), contrairement au quartier Vienne qui n'a été intégré à la ville qu'en 1606. Néanmoins, les habitants des Grouëts ont à deux reprises demandé de s'émanciper de Blois, en 1866 ainsi qu'en 1921, sans que cela n'ait abouti.
La fermeture en 2013 de l'école des Grouëts a mis en exergue le manque de services publics dans le quartier. Avec son isolement géographique et sa faible population, le maintien ou l'amélioration des autres services s'avère difficile, malgré ses revenus moyens supérieurs à la moyenne municipale. Une partie des habitants militaient ainsi pour qu'Azalys accorde une ligne régulière de bus,, ce qui sera finalement acté en 2021 avec la création de la ligne I. Testée sur une année, la ligne est redevenue la ligne S13 en 2022. Celle-ci, disponible le matin et le soir en période scolaire, se complète avec la ligne S12 qui dessert le nord du quartier. Azalys propose également son service Résago de transport à la demande pour tout le quartier.